# アリゾナ州選出のアメリカ合衆国上院議員
アリゾナ州は、1912年2月14日に連邦に加わった。

## 上院議員一覧
| 第1部 第1部の上院議員は2000年, 2006年, 2012年に改選されている。次の選挙は2018年を予定している。 | 第1部 第1部の上院議員は2000年, 2006年, 2012年に改選されている。次の選挙は2018年を予定している。 | 第1部 第1部の上院議員は2000年, 2006年, 2012年に改選されている。次の選挙は2018年を予定している。 | 第1部 第1部の上院議員は2000年, 2006年, 2012年に改選されている。次の選挙は2018年を予定している。 | 第1部 第1部の上院議員は2000年, 2006年, 2012年に改選されている。次の選挙は2018年を予定している。 | 第1部 第1部の上院議員は2000年, 2006年, 2012年に改選されている。次の選挙は2018年を予定している。 | 議会  | 第3部 第3部の上院議員は1998年, 2004年, 2010年,2016年に改選されている。次の選挙は2022年に予定されている。 | 第3部 第3部の上院議員は1998年, 2004年, 2010年,2016年に改選されている。次の選挙は2022年に予定されている。 | 第3部 第3部の上院議員は1998年, 2004年, 2010年,2016年に改選されている。次の選挙は2022年に予定されている。 | 第3部 第3部の上院議員は1998年, 2004年, 2010年,2016年に改選されている。次の選挙は2022年に予定されている。 | 第3部 第3部の上院議員は1998年, 2004年, 2010年,2016年に改選されている。次の選挙は2022年に予定されている。 | 第3部 第3部の上院議員は1998年, 2004年, 2010年,2016年に改選されている。次の選挙は2022年に予定されている。 |      |
| #                                                                                               | 氏名                                                                                            | 所属政党                                                                                        | 在職期間                                                                                        | 選挙歴                                                                                          | 任期                                                                                            | 議会  | 任期 | 選挙歴                                                                                                   | 在職期間                                                                                                 | 所属政党                                                                                                 | 氏名 | # |      |
| 1                                                                                               | ヘンリー・F・アシャースト                                                                       | 民主党                                                                                          | 1912年3月27日 – 1941年1月3日                                                                    | 1912年選出                                                                                      | 1                                                                                               | 62    | 1 | 1912年選出                                                                                               | 1912年3月27日 – 1921年3月3日                                                                             | 民主党                                                                                                   | マーカス・A・スミス                                                                                      | 1 |      |
| 1                                                                                               | ヘンリー・F・アシャースト                                                                       | 民主党                                                                                          | 1912年3月27日 – 1941年1月3日                                                                    | 1912年選出                                                                                      | 1                                                                                               | 63    | 1 | 1912年選出                                                                                               | 1912年3月27日 – 1921年3月3日                                                                             | 民主党                                                                                                   | マーカス・A・スミス                                                                                      | 1 |      |
| 1                                                                                               | ヘンリー・F・アシャースト                                                                       | 民主党                                                                                          | 1912年3月27日 – 1941年1月3日                                                                    | 1912年選出                                                                                      | 1                                                                                               | 64    | 2 | 1914年選出. 再選に失敗                                                                                   | 1912年3月27日 – 1921年3月3日                                                                             | 民主党                                                                                                   | マーカス・A・スミス                                                                                      | 1 |      |
| 1                                                                                               | ヘンリー・F・アシャースト                                                                       | 民主党                                                                                          | 1912年3月27日 – 1941年1月3日                                                                    | 1916年選出                                                                                      | 2                                                                                               | 65    | 2 | 1914年選出. 再選に失敗                                                                                   | 1912年3月27日 – 1921年3月3日                                                                             | 民主党                                                                                                   | マーカス・A・スミス                                                                                      | 1 |      |
| 1                                                                                               | ヘンリー・F・アシャースト                                                                       | 民主党                                                                                          | 1912年3月27日 – 1941年1月3日                                                                    | 1916年選出                                                                                      | 2                                                                                               | 66    | 2 | 1914年選出. 再選に失敗                                                                                   | 1912年3月27日 – 1921年3月3日                                                                             | 民主党                                                                                                   | マーカス・A・スミス                                                                                      | 1 |      |
| 1                                                                                               | ヘンリー・F・アシャースト                                                                       | 民主党                                                                                          | 1912年3月27日 – 1941年1月3日                                                                    | 1916年選出                                                                                      | 2                                                                                               | 67    | 3 | 1920年選出 再選に失敗                                                                                    | 1921年3月4日 – 1927年3月3日                                                                              | 共和党                                                                                                   | ラルフ・H・キャメロン                                                                                    | 2 |      |
| 1                                                                                               | ヘンリー・F・アシャースト                                                                       | 民主党                                                                                          | 1912年3月27日 – 1941年1月3日                                                                    | 1922年選出                                                                                      | 3                                                                                               | 68    | 3 | 1920年選出 再選に失敗                                                                                    | 1921年3月4日 – 1927年3月3日                                                                              | 共和党                                                                                                   | ラルフ・H・キャメロン                                                                                    | 2 |      |
| 1                                                                                               | ヘンリー・F・アシャースト                                                                       | 民主党                                                                                          | 1912年3月27日 – 1941年1月3日                                                                    | 1922年選出                                                                                      | 3                                                                                               | 69    | 3 | 1920年選出 再選に失敗                                                                                    | 1921年3月4日 – 1927年3月3日                                                                              | 共和党                                                                                                   | ラルフ・H・キャメロン                                                                                    | 2 |      |
| 1                                                                                               | ヘンリー・F・アシャースト                                                                       | 民主党                                                                                          | 1912年3月27日 – 1941年1月3日                                                                    | 1922年選出                                                                                      | 3                                                                                               | 70    | 4 | 1926年選出                                                                                               | 1927年3月4日 – 1969年1月3日                                                                              | 民主党                                                                                                   | カール・ヘイデン                                                                                         | 3 |      |
| 1                                                                                               | ヘンリー・F・アシャースト                                                                       | 民主党                                                                                          | 1912年3月27日 – 1941年1月3日                                                                    | 1928年選出                                                                                      | 4                                                                                               | 71    | 4 | 1926年選出                                                                                               | 1927年3月4日 – 1969年1月3日                                                                              | 民主党                                                                                                   | カール・ヘイデン                                                                                         | 3 |      |
| 1                                                                                               | ヘンリー・F・アシャースト                                                                       | 民主党                                                                                          | 1912年3月27日 – 1941年1月3日                                                                    | 1928年選出                                                                                      | 4                                                                                               | 72    | 4 | 1926年選出                                                                                               | 1927年3月4日 – 1969年1月3日                                                                              | 民主党                                                                                                   | カール・ヘイデン                                                                                         | 3 |      |
| 1                                                                                               | ヘンリー・F・アシャースト                                                                       | 民主党                                                                                          | 1912年3月27日 – 1941年1月3日                                                                    | 1928年選出                                                                                      | 4                                                                                               | 73    | 5 | 1932年選出                                                                                               | 1927年3月4日 – 1969年1月3日                                                                              | 民主党                                                                                                   | カール・ヘイデン                                                                                         | 3 |      |
| 1                                                                                               | ヘンリー・F・アシャースト                                                                       | 民主党                                                                                          | 1912年3月27日 – 1941年1月3日                                                                    | 1934年選出 再指名に失敗                                                                         | 5                                                                                               | 74    | 5 | 1932年選出                                                                                               | 1927年3月4日 – 1969年1月3日                                                                              | 民主党                                                                                                   | カール・ヘイデン                                                                                         | 3 |      |
| 1                                                                                               | ヘンリー・F・アシャースト                                                                       | 民主党                                                                                          | 1912年3月27日 – 1941年1月3日                                                                    | 1934年選出 再指名に失敗                                                                         | 5                                                                                               | 75    | 5 | 1932年選出                                                                                               | 1927年3月4日 – 1969年1月3日                                                                              | 民主党                                                                                                   | カール・ヘイデン                                                                                         | 3 |      |
| 1                                                                                               | ヘンリー・F・アシャースト                                                                       | 民主党                                                                                          | 1912年3月27日 – 1941年1月3日                                                                    | 1934年選出 再指名に失敗                                                                         | 5                                                                                               | 76    | 6 | 1938年選出                                                                                               | 1927年3月4日 – 1969年1月3日                                                                              | 民主党                                                                                                   | カール・ヘイデン                                                                                         | 3 |      |
| 2                                                                                               | アーネスト・マクファーランド                                                                    | 民主党                                                                                          | 1941年1月3日 – 1953年1月3日                                                                     | 1940年選出                                                                                      | 6                                                                                               | 77    | 6 | 1938年選出                                                                                               | 1927年3月4日 – 1969年1月3日                                                                              | 民主党                                                                                                   | カール・ヘイデン                                                                                         | 3 |      |
| 2                                                                                               | アーネスト・マクファーランド                                                                    | 民主党                                                                                          | 1941年1月3日 – 1953年1月3日                                                                     | 1940年選出                                                                                      | 6                                                                                               | 78    | 6 | 1938年選出                                                                                               | 1927年3月4日 – 1969年1月3日                                                                              | 民主党                                                                                                   | カール・ヘイデン                                                                                         | 3 |      |
| 2                                                                                               | アーネスト・マクファーランド                                                                    | 民主党                                                                                          | 1941年1月3日 – 1953年1月3日                                                                     | 1940年選出                                                                                      | 6                                                                                               | 79    | 7 | 1944年選出                                                                                               | 1927年3月4日 – 1969年1月3日                                                                              | 民主党                                                                                                   | カール・ヘイデン                                                                                         | 3 |      |
| 2                                                                                               | アーネスト・マクファーランド                                                                    | 民主党                                                                                          | 1941年1月3日 – 1953年1月3日                                                                     | 1946年選出 再選に失敗                                                                           | 7                                                                                               | 80    | 7 | 1944年選出                                                                                               | 1927年3月4日 – 1969年1月3日                                                                              | 民主党                                                                                                   | カール・ヘイデン                                                                                         | 3 |      |
| 2                                                                                               | アーネスト・マクファーランド                                                                    | 民主党                                                                                          | 1941年1月3日 – 1953年1月3日                                                                     | 1946年選出 再選に失敗                                                                           | 7                                                                                               | 81    | 7 | 1944年選出                                                                                               | 1927年3月4日 – 1969年1月3日                                                                              | 民主党                                                                                                   | カール・ヘイデン                                                                                         | 3 |      |
| 2                                                                                               | アーネスト・マクファーランド                                                                    | 民主党                                                                                          | 1941年1月3日 – 1953年1月3日                                                                     | 1946年選出 再選に失敗                                                                           | 7                                                                                               | 82    | 8 | 1950年選出                                                                                               | 1927年3月4日 – 1969年1月3日                                                                              | 民主党                                                                                                   | カール・ヘイデン                                                                                         | 3 |      |
| 3                                                                                               | バリー・ゴールドウォーター                                                                      | 共和党                                                                                          | 1953年1月3日 – 1965年1月3日                                                                     | 1952年選出                                                                                      | 8                                                                                               | 83    | 8 | 1950年選出                                                                                               | 1927年3月4日 – 1969年1月3日                                                                              | 民主党                                                                                                   | カール・ヘイデン                                                                                         | 3 |      |
| 3                                                                                               | バリー・ゴールドウォーター                                                                      | 共和党                                                                                          | 1953年1月3日 – 1965年1月3日                                                                     | 1952年選出                                                                                      | 8                                                                                               | 84    | 8 | 1950年選出                                                                                               | 1927年3月4日 – 1969年1月3日                                                                              | 民主党                                                                                                   | カール・ヘイデン                                                                                         | 3 |      |
| 3                                                                                               | バリー・ゴールドウォーター                                                                      | 共和党                                                                                          | 1953年1月3日 – 1965年1月3日                                                                     | 1952年選出                                                                                      | 8                                                                                               | 85    | 9 | 1956年選出                                                                                               | 1927年3月4日 – 1969年1月3日                                                                              | 民主党                                                                                                   | カール・ヘイデン                                                                                         | 3 |      |
| 3                                                                                               | バリー・ゴールドウォーター                                                                      | 共和党                                                                                          | 1953年1月3日 – 1965年1月3日                                                                     | 1958年選出 大統領選出馬のため再選を辞退                                                         | 9                                                                                               | 86    | 9 | 1956年選出                                                                                               | 1927年3月4日 – 1969年1月3日                                                                              | 民主党                                                                                                   | カール・ヘイデン                                                                                         | 3 |      |
| 3                                                                                               | バリー・ゴールドウォーター                                                                      | 共和党                                                                                          | 1953年1月3日 – 1965年1月3日                                                                     | 1958年選出 大統領選出馬のため再選を辞退                                                         | 9                                                                                               | 87    | 9 | 1956年選出                                                                                               | 1927年3月4日 – 1969年1月3日                                                                              | 民主党                                                                                                   | カール・ヘイデン                                                                                         | 3 |      |
| 3                                                                                               | バリー・ゴールドウォーター                                                                      | 共和党                                                                                          | 1953年1月3日 – 1965年1月3日                                                                     | 1958年選出 大統領選出馬のため再選を辞退                                                         | 9                                                                                               | 88    | 10 | 1962年選出 引退                                                                                          | 1927年3月4日 – 1969年1月3日                                                                              | 民主党                                                                                                   | カール・ヘイデン                                                                                         | 3 |      |
| 4                                                                                               | ポール・ファニン                                                                                | 共和党                                                                                          | 1965年1月3日 – 1977年1月3日                                                                     | 1964年選出                                                                                      | 10                                                                                              | 89    | 10 | 1962年選出 引退                                                                                          | 1927年3月4日 – 1969年1月3日                                                                              | 民主党                                                                                                   | カール・ヘイデン                                                                                         | 3 |      |
| 4                                                                                               | ポール・ファニン                                                                                | 共和党                                                                                          | 1965年1月3日 – 1977年1月3日                                                                     | 1964年選出                                                                                      | 10                                                                                              | 90    | 10 | 1962年選出 引退                                                                                          | 1927年3月4日 – 1969年1月3日                                                                              | 民主党                                                                                                   | カール・ヘイデン                                                                                         | 3 |      |
| 4                                                                                               | ポール・ファニン                                                                                | 共和党                                                                                          | 1965年1月3日 – 1977年1月3日                                                                     | 1964年選出                                                                                      | 10                                                                                              | 91    | 11 | 1968年選出                                                                                               | 1969年1月3日 – 1987年1月3日                                                                              | 共和党                                                                                                   | バリー・ゴールドウォーター                                                                               | 4 |      |
| 4                                                                                               | ポール・ファニン                                                                                | 共和党                                                                                          | 1965年1月3日 – 1977年1月3日                                                                     | 1970年選出 引退                                                                                 | 11                                                                                              | 92    | 11 | 1968年選出                                                                                               | 1969年1月3日 – 1987年1月3日                                                                              | 共和党                                                                                                   | バリー・ゴールドウォーター                                                                               | 4 |      |
| 4                                                                                               | ポール・ファニン                                                                                | 共和党                                                                                          | 1965年1月3日 – 1977年1月3日                                                                     | 1970年選出 引退                                                                                 | 11                                                                                              | 93    | 11 | 1968年選出                                                                                               | 1969年1月3日 – 1987年1月3日                                                                              | 共和党                                                                                                   | バリー・ゴールドウォーター                                                                               | 4 |      |
| 4                                                                                               | ポール・ファニン                                                                                | 共和党                                                                                          | 1965年1月3日 – 1977年1月3日                                                                     | 1970年選出 引退                                                                                 | 11                                                                                              | 94    | 12 | 1974年選出                                                                                               | 1969年1月3日 – 1987年1月3日                                                                              | 共和党                                                                                                   | バリー・ゴールドウォーター                                                                               | 4 |      |
| 5                                                                                               | デニス・デコンチーニ                                                                            | 民主党                                                                                          | 1977年1月3日 – 1995年1月3日                                                                     | 1976年選出                                                                                      | 12                                                                                              | 95    | 12 | 1974年選出                                                                                               | 1969年1月3日 – 1987年1月3日                                                                              | 共和党                                                                                                   | バリー・ゴールドウォーター                                                                               | 4 |      |
| 5                                                                                               | デニス・デコンチーニ                                                                            | 民主党                                                                                          | 1977年1月3日 – 1995年1月3日                                                                     | 1976年選出                                                                                      | 12                                                                                              | 96    | 12 | 1974年選出                                                                                               | 1969年1月3日 – 1987年1月3日                                                                              | 共和党                                                                                                   | バリー・ゴールドウォーター                                                                               | 4 |      |
| 5                                                                                               | デニス・デコンチーニ                                                                            | 民主党                                                                                          | 1977年1月3日 – 1995年1月3日                                                                     | 1976年選出                                                                                      | 12                                                                                              | 97    | 13 | 1980年選出 引退                                                                                          | 1969年1月3日 – 1987年1月3日                                                                              | 共和党                                                                                                   | バリー・ゴールドウォーター                                                                               | 4 |      |
| 5                                                                                               | デニス・デコンチーニ                                                                            | 民主党                                                                                          | 1977年1月3日 – 1995年1月3日                                                                     | 1982年選出                                                                                      | 13                                                                                              | 98    | 13 | 1980年選出 引退                                                                                          | 1969年1月3日 – 1987年1月3日                                                                              | 共和党                                                                                                   | バリー・ゴールドウォーター                                                                               | 4 |      |
| 5                                                                                               | デニス・デコンチーニ                                                                            | 民主党                                                                                          | 1977年1月3日 – 1995年1月3日                                                                     | 1982年選出                                                                                      | 13                                                                                              | 99    | 13 | 1980年選出 引退                                                                                          | 1969年1月3日 – 1987年1月3日                                                                              | 共和党                                                                                                   | バリー・ゴールドウォーター                                                                               | 4 |      |
| 5                                                                                               | デニス・デコンチーニ                                                                            | 民主党                                                                                          | 1977年1月3日 – 1995年1月3日                                                                     | 1982年選出                                                                                      | 13                                                                                              | 100   | 14 | 1986年選出                                                                                               | 1987年1月3日 – 2018年8月25日                                                                             | 共和党                                                                                                   | ジョン・マケイン                                                                                         | 5 |      |
| 5                                                                                               | デニス・デコンチーニ                                                                            | 民主党                                                                                          | 1977年1月3日 – 1995年1月3日                                                                     | 1988年選出 引退                                                                                 | 14                                                                                              | 101   | 14 | 1986年選出                                                                                               | 1987年1月3日 – 2018年8月25日                                                                             | 共和党                                                                                                   | ジョン・マケイン                                                                                         | 5 |      |
| 5                                                                                               | デニス・デコンチーニ                                                                            | 民主党                                                                                          | 1977年1月3日 – 1995年1月3日                                                                     | 1988年選出 引退                                                                                 | 14                                                                                              | 102   | 14 | 1986年選出                                                                                               | 1987年1月3日 – 2018年8月25日                                                                             | 共和党                                                                                                   | ジョン・マケイン                                                                                         | 5 |      |
| 5                                                                                               | デニス・デコンチーニ                                                                            | 民主党                                                                                          | 1977年1月3日 – 1995年1月3日                                                                     | 1988年選出 引退                                                                                 | 14                                                                                              | 103   | 15 | 1992年選出                                                                                               | 1987年1月3日 – 2018年8月25日                                                                             | 共和党                                                                                                   | ジョン・マケイン                                                                                         | 5 |      |
| 6                                                                                               | ジョン・カイル                                                                                  | 共和党                                                                                          | 1995年1月3日 – 2013年1月3日                                                                     | 1994年選出                                                                                      | 15                                                                                              | 104   | 15 | 1992年選出                                                                                               | 1987年1月3日 – 2018年8月25日                                                                             | 共和党                                                                                                   | ジョン・マケイン                                                                                         | 5 |      |
| 6                                                                                               | ジョン・カイル                                                                                  | 共和党                                                                                          | 1995年1月3日 – 2013年1月3日                                                                     | 1994年選出                                                                                      | 15                                                                                              | 105   | 15 | 1992年選出                                                                                               | 1987年1月3日 – 2018年8月25日                                                                             | 共和党                                                                                                   | ジョン・マケイン                                                                                         | 5 |      |
| 6                                                                                               | ジョン・カイル                                                                                  | 共和党                                                                                          | 1995年1月3日 – 2013年1月3日                                                                     | 1994年選出                                                                                      | 15                                                                                              | 106   | 16 | 1998年選出                                                                                               | 1987年1月3日 – 2018年8月25日                                                                             | 共和党                                                                                                   | ジョン・マケイン                                                                                         | 5 |      |
| 6                                                                                               | ジョン・カイル                                                                                  | 共和党                                                                                          | 1995年1月3日 – 2013年1月3日                                                                     | 2000年選出                                                                                      | 16                                                                                              | 107   | 16 | 1998年選出                                                                                               | 1987年1月3日 – 2018年8月25日                                                                             | 共和党                                                                                                   | ジョン・マケイン                                                                                         | 5 |      |
| 6                                                                                               | ジョン・カイル                                                                                  | 共和党                                                                                          | 1995年1月3日 – 2013年1月3日                                                                     | 2000年選出                                                                                      | 16                                                                                              | 108   | 16 | 1998年選出                                                                                               | 1987年1月3日 – 2018年8月25日                                                                             | 共和党                                                                                                   | ジョン・マケイン                                                                                         | 5 |      |
| 6                                                                                               | ジョン・カイル                                                                                  | 共和党                                                                                          | 1995年1月3日 – 2013年1月3日                                                                     | 2000年選出                                                                                      | 16                                                                                              | 109   | 17 | 2004年選出                                                                                               | 1987年1月3日 – 2018年8月25日                                                                             | 共和党                                                                                                   | ジョン・マケイン                                                                                         | 5 |      |
| 6                                                                                               | ジョン・カイル                                                                                  | 共和党                                                                                          | 1995年1月3日 – 2013年1月3日                                                                     | 2006年選出 引退                                                                                 | 17                                                                                              | 110   | 17 | 2004年選出                                                                                               | 1987年1月3日 – 2018年8月25日                                                                             | 共和党                                                                                                   | ジョン・マケイン                                                                                         | 5 |      |
| 6                                                                                               | ジョン・カイル                                                                                  | 共和党                                                                                          | 1995年1月3日 – 2013年1月3日                                                                     | 2006年選出 引退                                                                                 | 17                                                                                              | 111   | 17 | 2004年選出                                                                                               | 1987年1月3日 – 2018年8月25日                                                                             | 共和党                                                                                                   | ジョン・マケイン                                                                                         | 5 |      |
| 6                                                                                               | ジョン・カイル                                                                                  | 共和党                                                                                          | 1995年1月3日 – 2013年1月3日                                                                     | 2006年選出 引退                                                                                 | 17                                                                                              | 112   | 18 | 2010年選出                                                                                               | 1987年1月3日 – 2018年8月25日                                                                             | 共和党                                                                                                   | ジョン・マケイン                                                                                         | 5 |      |
| 7                                                                                               | ジェフ・フレイク                                                                                | 共和党                                                                                          | 2013年1月3日 – 2019年1月3日                                                                     | 2012年選出 引退                                                                                 | 18                                                                                              | 113   | 18 | 2010年選出                                                                                               | 1987年1月3日 – 2018年8月25日                                                                             | 共和党                                                                                                   | ジョン・マケイン                                                                                         | 5 |      |
| 7                                                                                               | ジェフ・フレイク                                                                                | 共和党                                                                                          | 2013年1月3日 – 2019年1月3日                                                                     | 2012年選出 引退                                                                                 | 18                                                                                              | 114   | 18 | 2010年選出                                                                                               | 1987年1月3日 – 2018年8月25日                                                                             | 共和党                                                                                                   | ジョン・マケイン                                                                                         | 5 |      |
| 7                                                                                               | ジェフ・フレイク                                                                                | 共和党                                                                                          | 2013年1月3日 – 2019年1月3日                                                                     | 2012年選出 引退                                                                                 | 18                                                                                              | 115   | 19 | 2016年選出 現職のまま逝去                                                                                | 1987年1月3日 – 2018年8月25日                                                                             | 共和党                                                                                                   | ジョン・マケイン                                                                                         | 5 |      |
| 7                                                                                               | ジェフ・フレイク                                                                                | 共和党                                                                                          | 2013年1月3日 – 2019年1月3日                                                                     | 2012年選出 引退                                                                                 | 18                                                                                              | 115   | 19 | | 2018年8月25日 – 2018年9月4日                                                                             | 空席 | 空席 | 空席 | 空席 |
| 7                                                                                               | ジェフ・フレイク                                                                                | 共和党                                                                                          | 2013年1月3日 – 2019年1月3日                                                                     | 2012年選出 引退                                                                                 | 18                                                                                              | 115   | 19 | | 2018年9月5日 – 2018年12月31日 辞職                                                                       | 共和党                                                                                                   | ジョン・カイル                                                                                           | 6 |      |
| 8                                                                                               | カースティン・シネマ                                                                            | 民主党                                                                                          | 2019年1月3日 – 現職                                                                             | 2018年選出                                                                                      | 19                                                                                              | 116   | 19 | | 2019年1月3日 – 2020年12月2日 補欠選挙に落選                                                              | 共和党                                                                                                   | マ－サ・マクサリー                                                                                       | 7 |      |
| 8                                                                                               | カースティン・シネマ                                                                            | 民主党                                                                                          | 2019年1月3日 – 現職                                                                             | 2018年選出                                                                                      | 19                                                                                              | 117   | 19 | 2020年選出 （補欠選挙）                                                                                  | 2020年12月2日 – 現職                                                                                     | 民主党                                                                                                   | マーク・ケリー                                                                                           | 8 |      |
| 8                                                                                               | カースティン・シネマ                                                                            | 民主党                                                                                          | 2019年1月3日 – 現職                                                                             | 2018年選出                                                                                      | 19                                                                                              | 118   | 20 | 2022年改選予定                                                                                           | 2022年改選予定                                                                                           | 2022年改選予定                                                                                           | 2022年改選予定                                                                                           | 2022年改選予定                                                                                           |      |
| 2024年改選予定                                                                                  | 2024年改選予定                                                                                  | 2024年改選予定                                                                                  | 2024年改選予定                                                                                  | 2024年改選予定                                                                                  | 20                                                                                              | 119   | 20 | 2022年改選予定                                                                                           | 2022年改選予定                                                                                           | 2022年改選予定                                                                                           | 2022年改選予定                                                                                           | 2022年改選予定                                                                                           |      |
| 2024年改選予定                                                                                  | 2024年改選予定                                                                                  | 2024年改選予定                                                                                  | 2024年改選予定                                                                                  | 2024年改選予定                                                                                  | 20                                                                                              | 120   | 20 | 2022年改選予定                                                                                           | 2022年改選予定                                                                                           | 2022年改選予定                                                                                           | 2022年改選予定                                                                                           | 2022年改選予定                                                                                           |      |
| 2024年改選予定                                                                                  | 2024年改選予定                                                                                  | 2024年改選予定                                                                                  | 2024年改選予定                                                                                  | 2024年改選予定                                                                                  | 20                                                                                              | 121   | | | | | | |      |
| #                                                                                               | 氏名                                                                                            | 所属政党                                                                                        | 在職期間                                                                                        | 選挙歴                                                                                          | 任 期                                                                                           |       | 任 期 | 選挙歴                                                                                                   | 在職期間                                                                                                 | 所属政党                                                                                                 | 氏名 | # |      |
| 第1部                                                                                           | 第1部                                                                                           | 第1部                                                                                           | 第1部                                                                                           | 第1部                                                                                           | 第1部                                                                                           | 第3部 | 第3部 | 第3部 | 第3部 | 第3部 | 第3部 | |      |